# 이한도
이한도(李韓道, 1994년 3월 16일 ~ )은 대한민국의 축구 선수이며 포지션은 수비수이다. 현 FC 서울에서 활약하고 있다.

## 클럽 경력
2016년 자유계약으로 전북 현대 모터스에 입단했다. 전북에서 단 한 경기를 뛰었으며 그 경기는 FIFA 클럽 월드컵 2016 5위 결정전이었던 마멜로디 선다운즈 FC와의 경기였다.
2017년 겨울이적시장에서 이한도는 이우혁과 함께 광주 FC로 이적했다.
2022시즌을 앞두고, 수원 삼성 블루윙즈로 이적하였다.
2022시즌 여름 이적시장을 통해 부산 아이파크로 이적하였다.

## 수상

### 팀
- 전북 현대 모터스
  - AFC 챔피언스리그 우승 1회 (2016)

- 광주 FC
  - K리그2 우승 1회 (2019)